# 麻園頭溪
麻園頭溪為中華民國（臺灣）臺中市市區四河川之一，與綠川、梅川、柳川並列其名。其名乃因流過當地地名「麻園頭」而得。麻園頭即今西區公理、公益、忠誠、忠明等四里全部以及中興里一部份。
麻園頭溪流經台中市北屯區、西區、南屯區，於南屯路一段、二段交界處南側與土庫溪會合後，成為土庫溪下游河段。
土庫溪續向南轉西南流至台中市烏日區交界處匯入楓樹腳溪（即南屯溪），隨後南流進入烏日區而注入舊旱溪。在烏日區境內河段設有「麻園頭溪溪濱公園」，以白色橋塔為標的物的烏日吊橋蔚之醒目。

## 歷史
麻園頭溪、土庫溪、梅川原為臺中市中心由西向東並向南流的三條溪流，經多次河川整治後，原土庫溪上游河段（舊土庫溪）流經尾張地區後，已經改道麻園東、西街及文心路四段、三段，於華美東、西街二段注入麻園頭溪，變成麻園頭溪的主要支流。

## 水系主要河川
- 麻園頭溪：臺中市、潭子區
  - 舊土庫溪：臺中市、潭子區

## 外部連結
- 麻園頭溪的故事 （页面存档备份，存于）
- People Post公民新聞平台 市政府缺乏人文環保構思滅絕河川生命 流經台中市區的四大河川已變成臭水溝